# Eo biển Johor

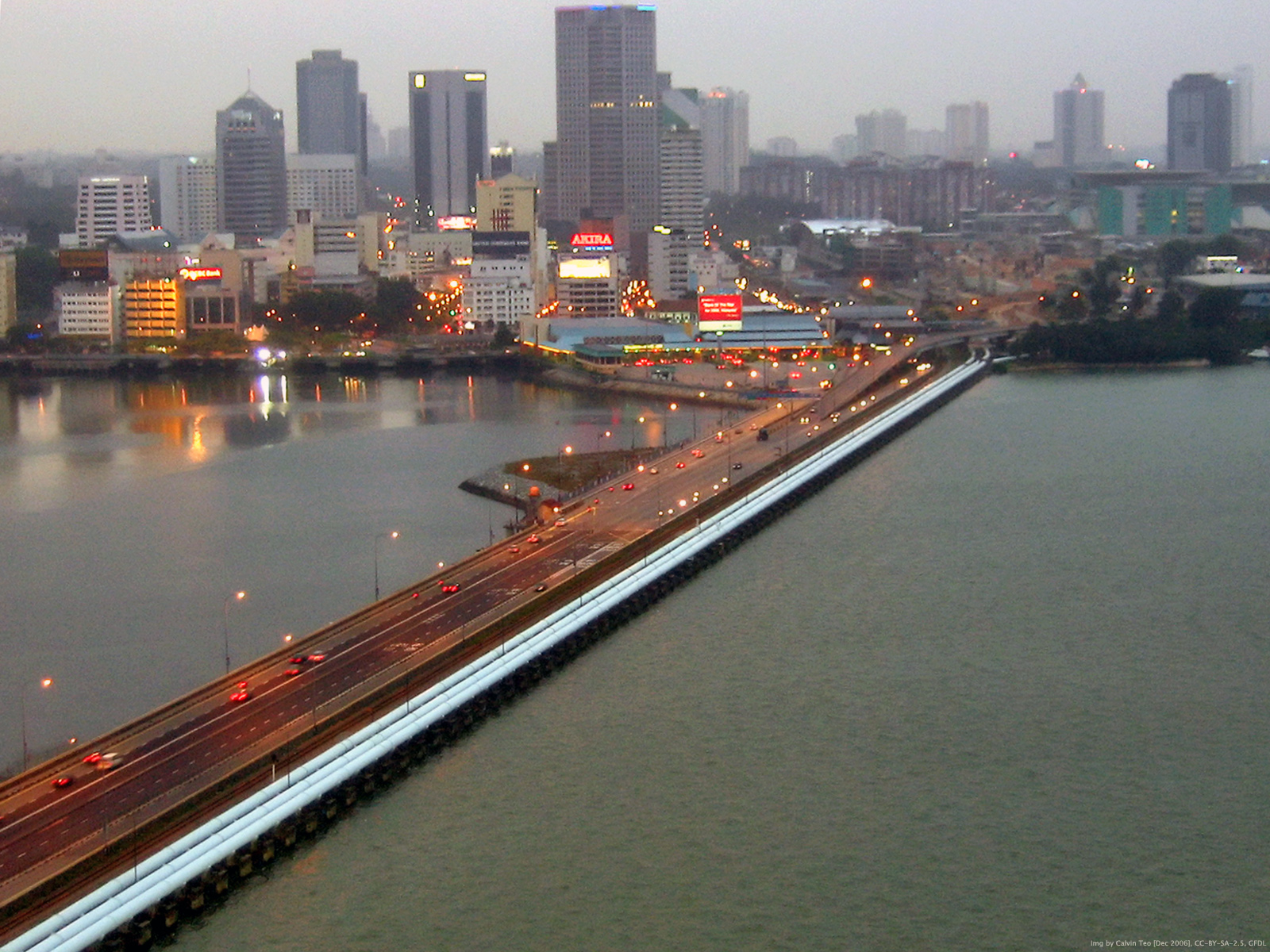
Tuyến đường đắp cao Johor-Singapore bắc qua eo biển, nhìn từ Woodlands Checkpoint tại Singapore.

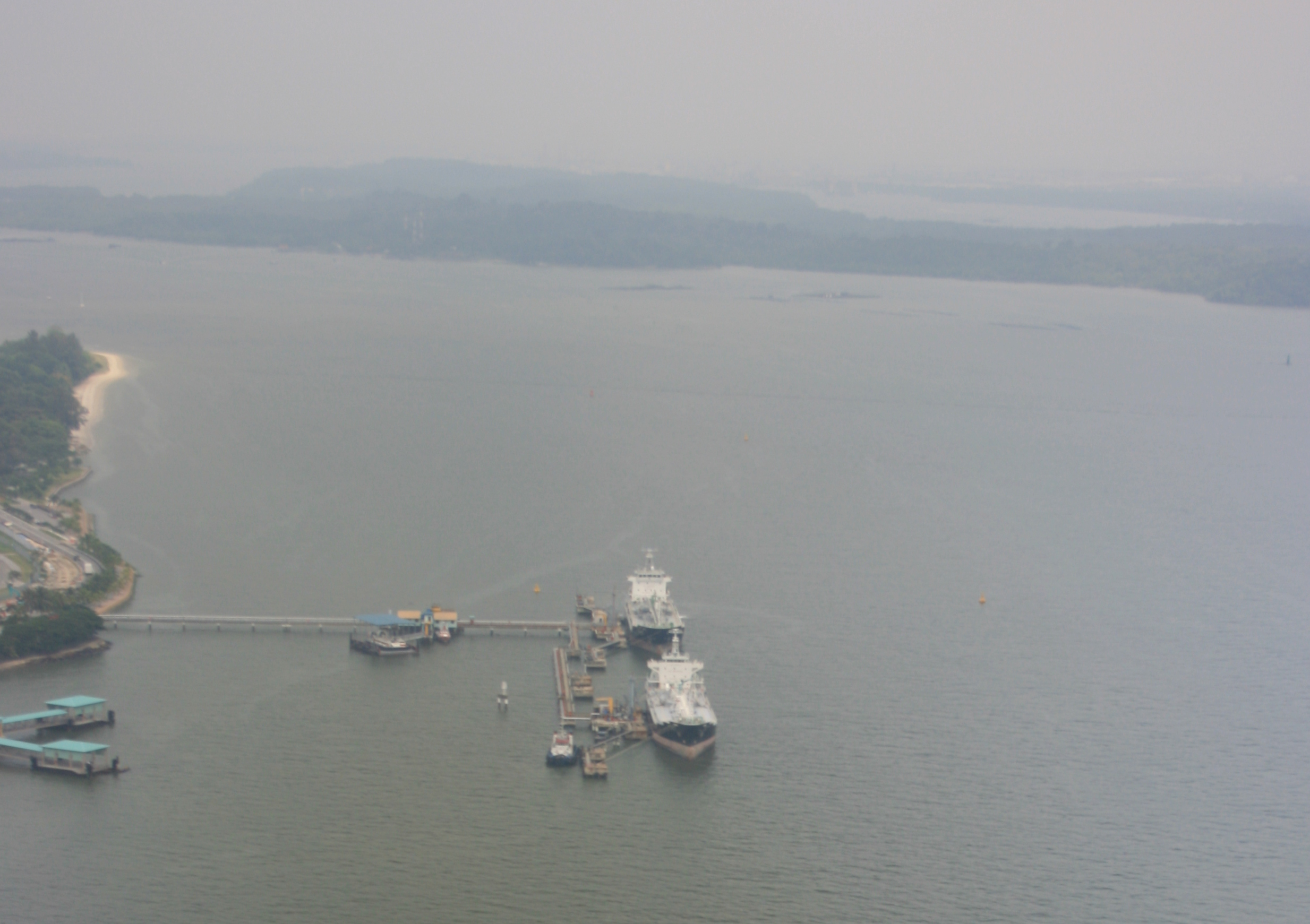
Lối vào phía đông của Eo biển Johor, nhìn từ sân bay Changi, với đảo Singapore ở bên trai và Pulau Ubin ở phía sau

Eo biển Johor (cũng gọi là eo biển Tebrau, eo biển Selat, Selat Tebrau, và Tebrau Reach) nằm giữa bang Johor của Malaysia ở phía bắc và Singapore ở phía nam.

## Lịch sử
Eo biển Johor là nơi diễn ra hai chiến công Victoria Cross. Phần thưởng dành cho Trung úy Ian Edward Fraser và quyền Thủy thủ Lãnh đạo James Joseph Magennis vì đã đánh chìm tàu tuần dương Takao 9.850 tấn của Nhật Bản vào ngày 31 tháng 7 năm 1945.
Hiện có hai tuyến đường nhân tạo qua eo biển. Đường đắp cao Johor-Singapore, hay gọi đơn giản là "The Causeway", nối Johor Bahru và Woodlands tại Singapore, trong khi một cây cầu gọi là Kết nối Malaysia-Singapore II, ở xa về phía tây của eo biển nối Gelang Patah ở Johor và Tuas tại Singapore.
Năm 2003, Malaysia muốn xây dựng một cây cầu bắc qua eo biển để thay thế tuyến đường đắp cao sẵn có, song việc thương lượng với Singapore không thành công. Lý do được trích dẫn cho việc này là: 
1. Một cây cầu sẽ cho phép dòng chảy được tự do qua cả hai phía của eo biển vốn đang bị chia cắt bởi tuyến đường đắp cao
2. Một cây cầu sẽ giúp giảm bớt tắc nghẽn giao thông tại Johor Bahru.

Khu vực cũng trở nên phức tạp do các dự án cải tạo đất đai ở Đông Bắc của Singapore. Đã có ý kiến cho rằng các dự án khai hóa này có thể ảnh hưởng đến ranh giới biển, đường vận chuyển, và hệ sinh thái thủy bên phía Malaysia. Các kế hoạch này cũng có thể gây nguy hiểm cho môi trường sống và thức ăn của cá cúi, là loài bản địa của eo biển.

## Du lịch
Điểm thu hút du khách nhất tại khu vực eo biển Johor là bãi biển Lido, nằm bên bờ Malaysia. Tại đây, du khách có thể bộ hành hay đạp xe dọc theo 2 km chiều dài của bãi biển.

## Chi lưu
Các hi lưu chính đổ vào eo biển Johor gồm:
- Sungai Tebrau
- Sungai Segget
- Sông Johor
- Sungai Sengkuang
- Sungai Haji Rahmat
- Sungai Kempas
- Sungai Sri Buntan
- Sungai Abd Samad
- Sungai Air Molek
- Sungai Stulang
- Sungai Setanggong
- Sungai Tampoi
- Sungai Sebulong
- Sungai Bala
- Sungai Pandan
- Sungai Tengkorak
- Sungai Plentong
- Sungai Senibong
- Sungai Pulai
Sungai là một từ trong tiếng Mã Lai nghĩa là "sông".